# Бардонекија
Бардонекија (итал. Bardonecchia) је насеље у Италији у округу Торино, региону Пијемонт.
Према процени из 2011. у насељу је живело 2962 становника. Насеље се налази на надморској висини од 1293 м.

## Становништво
| 1931. | 1936. | 1951. | 1961. | 1971. | 1981. | 1991. | 2001. | 2011. |
| ----- | ----- | ----- | ----- | ----- | ----- | ----- | ----- | ----- |
| 2.840 | 2.409 | 2.429 | 2.667 | 3.081 | 3.308 | 3.186 | 3.038 | 3.212 |